# Віллі Епплгарт
Вільям Рубен Епплгарт (англ. William Reuben Applegarth; нар. 11 травня 1890 — пом. 5 грудня 1958) — британський легкоатлет, який спеціалізувався в бігу на короткі дистанції.

## Із життєпису
Олімпійський чемпіон-1912 в естафеті 4×100 метрів.
Бронзовий призер Ігор-1912 у бігу на 200 метрів
На Іграх-1912 також брав участь у бігу на 100 метрів, проте припинив змагання на півфінальній стадії.
1922 року емігрував до США, де працював тренером та грав у футбол.
По завершенні спортивної кар'єри (1925), влаштувався зварювальником до компанії «General Electric», у якій працював до виходу на пенсію 1955 року.

## Основні міжнародні виступи
| Рік  | Змагання         | Місто     | Місце | Дисципліна |
| ---- | ---------------- | --------- | ----- | ---------- |
| 1912 | Олімпійські ігри | Стокгольм | 5пф2  | 100 м      |
| 1912 | 3                | 200 м     |       |            |
| 1912 | 1                | 4×100 м   |       |            |